# Дерман Абрам Борисович
Абра́м Бори́́сович Дерман (Беркович) (рос. Дерман Абрам Борисович; *14 листопада 1880, Лисичанськ Бахмутського повіту Катеринославської губернії — †3 серпня 1952, Москва) — російський літературний критик, літературознавець, прозаїк, публіцист та театрознавець, політичний діяч Кримської Народної Республіки. Народився на території сучасної України.

## Біографія
Походить з родини торговців. Закінчив Горлівське гірниче училище, працював гірничним майстром в шахтах.
На початку 1900-х років переїздить до Полтави, там з допомогою В. Г. Короленка виходить друком його перша повість «Дивне питання».
Свою літературну діяльність розпочинає 1903 року. Працював в газеті «Полтавщина», по поглядах зближується з есерами.
1907 року за активну протидержавну пропаганду висланий з Полтави. До 1914 року був під особливим поліційним наглядом.
Слухав лекції М. М. Ковалевського, навчався у Вищій школі суспільних наук в Парижі. Вчився в Московському комерційному інституті.
1916 року закінчує юридичний факультет Московського університету.
В роки революції жив у Сімферополі та Балаклаві. Член Ради народних представників Таврійської губернії, секретар редакції журналу «Крымский кооператор» (1919—1920).
Друкувався в журналах, зокрема «Російське багатство», «Російська думка», «Російські записки», «Вісник Європи»,
- в газетах «Російські відомості», «Речь»,
- нариси про І. Буніна, Б. К. Зайцева, С. М. Сергеєва-Ценського, О. М. Толстого, К. А. Треньова, І. С. Шмельова.

У 1922—1923 роках проживав в Полтаві, готуючи повне зібрання творів Короленка, після цього переїжджає до Москви.

## Деякі його твори
- 1907 — цикл «Шивидкоплинні видива» — нарис про єврейський погром, що готувався.
- 1924 — «Письменники з народу та В. Г. Короленко»,
- 1934—1936 — «Переписка А. П. Чехова та О. Л. Кніппер» — редакція та примітки,
- 1938 — «Щепкін та видатні люди його часу»,
- 1938 — «Справа про ігумена Парфенія» — роман,
- 1939 — «Антон Павлович Чехов. Критико-бібліографічний нарис»,
- 1941 — «Подвиг письменника» — про В. С. Гроссмана,
- 1946 — «Життя В. Г. Короленка»,
- 1948 — «Москва в житті та творчості А. П. Чехова»,
- 1951 — «Московського Малого театру актор Щепкін»,
- 1959 — «Про майстерність Чехова».